# 1988 XG2
1988 XG2 är en asteroid i huvudbältet som upptäcktes den 15 december 1988 av den japanska astronomen Yoshiaki Oshima vid Gekko-observatoriet.
Asteroiden har en diameter på ungefär 12 kilometer och den tillhör asteroidgruppen Dora.